# 藤枝宿

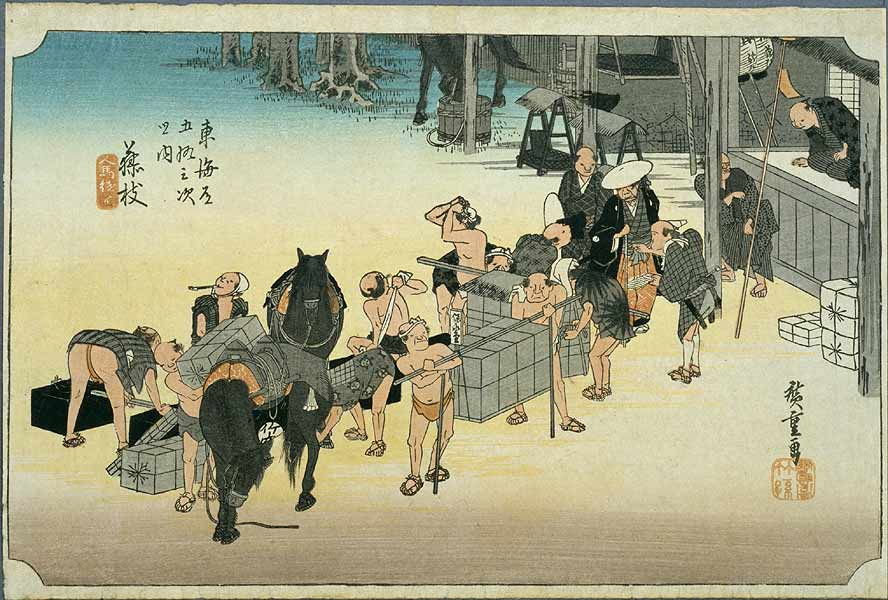
歌川広重『東海道五十三次・藤枝』

藤枝宿（ふじえだしゅく、ふじえだじゅく）は、東海道五十三次の22番目の宿場である。現在の静岡県藤枝市の山沿い、同市本町および同市大手にかけての一帯にあたる。

## 概要

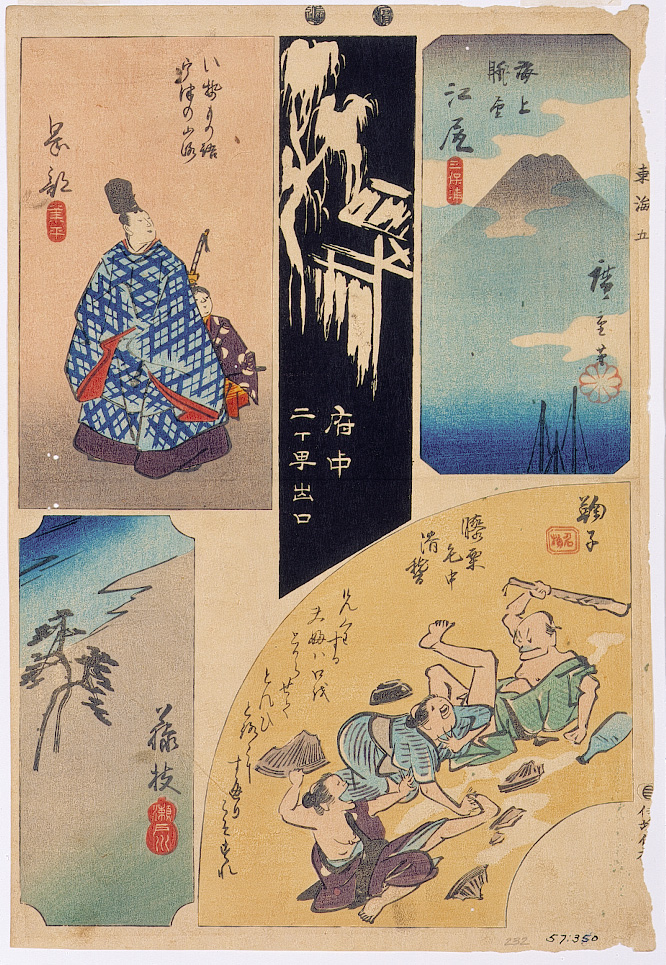
『東海道張交図絵』「東海五-江尻 府中 鞠子 岡部 藤枝-」

歴代の城主が江戸幕府の要職を務めた田中城の城下町として、また塩の産地であった相良に至る田沼街道への分岐点として、最盛期には旅籠が37軒あり、商業地としても栄えた。
明治時代に入り東海道本線が建設される際、当初は宇津ノ谷峠 - 藤枝宿 - 島田宿というルートとなる予定であったが、地形が険しい上に遠回りになることから大崩海岸 - 藤枝宿 - 島田宿へと変更され、最終的には大崩 - 焼津 - 島田宿がルートとして選ばれることになった。このため、1889年（明治22年）に開業した藤枝駅は宿場町から3キロメートルほど離れた位置に設けられた。なお、これに関して蒸気機関車の煙や火の粉を心配した住民が線路の建設を拒んだ（鉄道忌避伝説）という俗説があるが、当時の新聞記事や県知事への上申書には藤枝宿で積極的な誘致運動があったということしか記録されておらず、反対運動があったという証拠はまったく発見されていない。
駅が設置されなかったことで宿場町や商業地として停滞を余儀なくされたため、1913年（大正2年）、藤相鉄道が旧宿場町に通じ、藤枝本町駅、大手駅等が設けられたが1964年（昭和39年）に廃止された。
このように、軌道交通には恵まれなかったものの、モータリゼーションにより藤枝バイパス等が整備され、静岡市のベッドタウンとなっている。

## 日本遺産
2020年（令和2年）6月19日には、藤枝宿周辺の文化財群である「田中城・田中城本丸櫓（史跡田中城下屋敷）」「大慶寺の久遠の松」「飽波神社大祭の奉納踊り」「瀬戸の染飯」「東海道松並木（上青島地区）」が、文化庁の文化財保護制度「日本遺産」のストーリー『日本初「旅ブーム」を起こした弥次さん喜多さん、駿州の旅～滑稽本と浮世絵が描く東海道旅のガイドブック（道中記）～』の構成文化財の1つに認定された。

## 最寄り駅
- JR東海道本線 藤枝駅からバス

## 隣の宿
東海道
岡部宿 - 藤枝宿 - 島田宿